# Charlotte Blair Parker
Charlotte Blair Parker (1858 – 5 de enero de 1937) fue una dramaturga y actriz estadounidense de finales del siglo 19 y principios del siglo 20. Comenzó su carrera teatral como actriz, llegando a actuar junto a John Edward McCullough, Mary Anderson y Dion Boucicault. Bajo el seudónimo de Lottie Blair Parker, escribió una docena de obras teatrales, pero se la recuerda sobre todo por tres populares obras producidas entre 1897 y 1906: Way Down East, Under Southern Skies y The Redemption of David Corson. De las tres, Way Down East, producida en 1898, fue la más exitosa, demostrando ser una de las obras estadounidenses más populares de su época, representada de forma ininterrumpida durante dos décadas.

## Primeros años
Nacida en 1858, en Oswego, Nueva York, Charlotte Blair Parker era la hija de George y Emily Hitchcock Blair.

## Carrera
La carrera teatral de Charlotte "Lottie" Blair Parker comenzó como actriz, estudiando para el teatro con el famoso actor shakespeariano Wyzeman Marshall en Boston. Actuó con la compañía teatral del Boston Theatre y más tarde realizó giras con figuras tan importantes como la actriz trágica checa Mme. Janauschek y el actor y productor estadounidense de drama poético Lawrence Barrett. Se casó con el director teatral Harry D. Parker. Se dedicó a la escritura teatral cuando White Roses, una obra en un acto que presentó a un concurso del New York Herald en 1892, recibió una mención honorífica.

### Way Down East

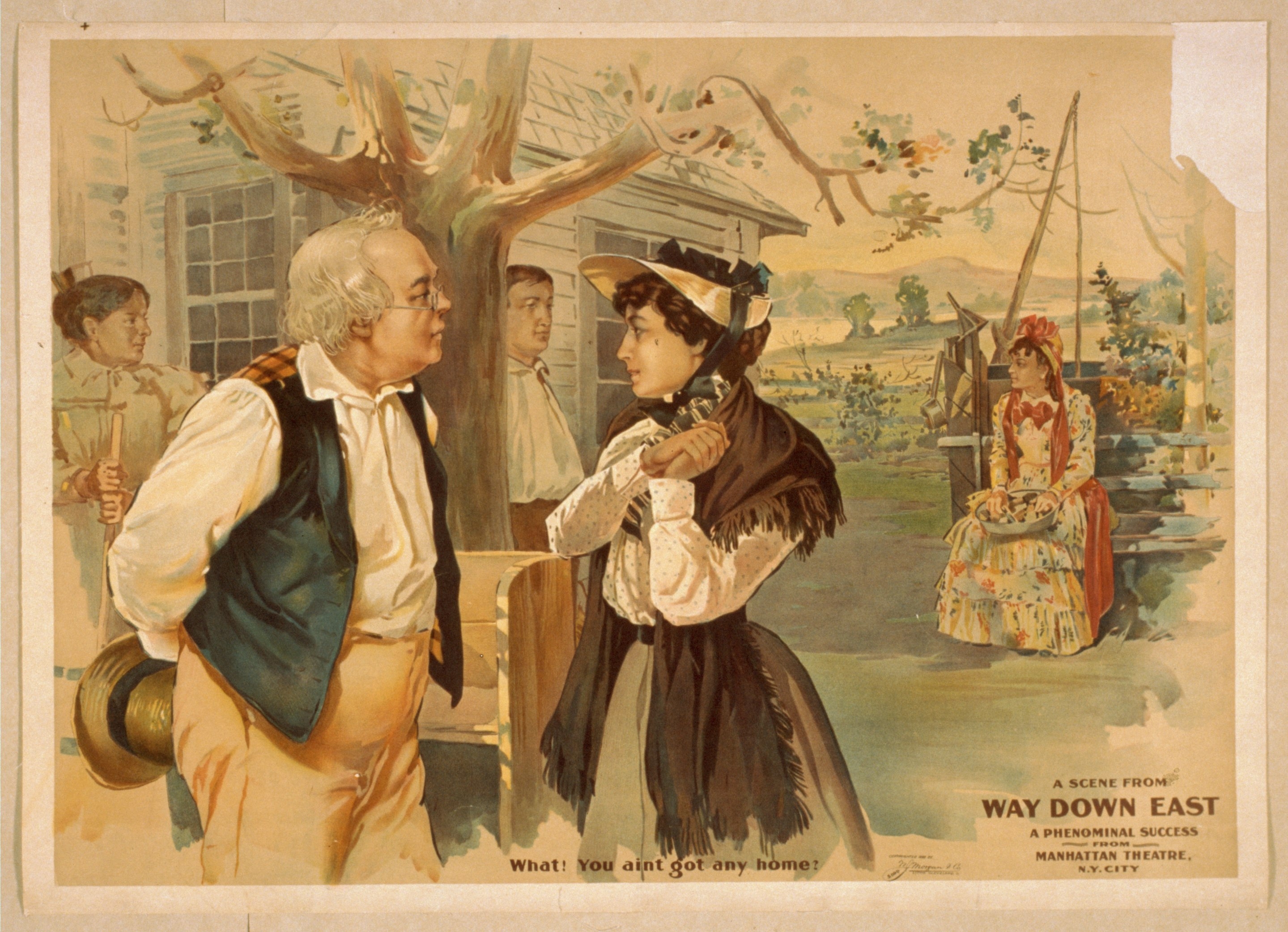
Poster de la producción de Broadway de Way Down East (1898)

En 1897, a la edad de 39 años, Parker escribió su obra teatral más popular, titulada Way Down East. Se trataba de un melodrama sentimental sobre las tribulaciones de una mujer seducida, Anna Moore, que es repudiada por quienes conocen su historia. Tras ser seducida y perder al hijo fruto de esa relación, Anna Moore (Phoebe Davies) vaga desanimada hasta que encuentra refugio como sirvienta en la granja de Squire Bartlett (interpretado por Odell Williams) en Nueva Inglaterra. Sin conocer su pasado, los Bartlett la acogen como parte de su familia. Pero cuando Squire Bartlett descubre su historia, la expulsa de su casa en medio de una violenta tormenta de nieve. Anna se pierde y casi muere antes de ser rescatada por el hijo de los Bartlett, David (interpretado por Howard Kyle). Él se ha enamorado de ella y finalmente convence a sus padres de que es digna de ser su esposa.
Way Down East se estrenó en el Manhattan Theatre en 1898, donde se representó 152 veces. Más tarde fue revisada por Joseph R. Grismer, cuya esposa, Phoebe Davis, interpretó el papel protagonista de Anna Moore en la producción original y en las reposiciones posteriores de 1903 y 1905. Davis interpretaría el papel en más de 4000 representaciones.
En 1920, D. W. Griffith pagó 175 000 dólares por los derechos cinematográficos del melodrama, que por entonces se consideraba anticuado. Su versión cinematográfica fue un éxito popular y un triunfo artístico, en gran parte gracias al rostro dulcemente expresivo de Lillian Gish.
Los críticos vieron un gran parecido entre Way Down East y el melodrama de Steele MacKaye de 1880 Hazel Kirke, en el que Parker había interpretado el papel protagonista. Ambas obras presentan a una chica inocente que ama a un hombre por encima de su condición social y es engañada con una boda falsa. Al descubrir su deshonra, Hazel Kirke se lanza al canal del molino. En Way Down East, Anna Moore es enviada a una tormenta de nieve en Nueva Inglaterra. En ambas obras, la heroína es rescatada en el último momento y se produce una reconciliación. La originalidad del tratamiento de Parker radica en su uso de la atmósfera "Down East" y de personajes cómicos como Hi Holler, Martha Perkins y Reuben Whipple.[cita requerida]

### Under Southern Skies
Under Southern Skies se ambientaba en Luisiana en 1875. Se estrenó el 12 de noviembre de 1901, con Grace George en el papel protagonista. Tal y como predijo su crítico, la obra fue un éxito popular entre "esa amplia clase de espectadores a los que les gusta el colorido intenso sin demasiada delicadeza en los matices y sin gran sutileza en el tratamiento."[cita requerida] Esta crítica era metafórica, pero también cabe señalar que varios papeles se interpretaron con la cara pintada de negro. Al igual que en Way Down East, la heroína se ve atrapada entre un canalla falso y un joven pretendiente honorable; una vez más, triunfa la virtud. La obra contenía música del compositor Lee Orean Smith.

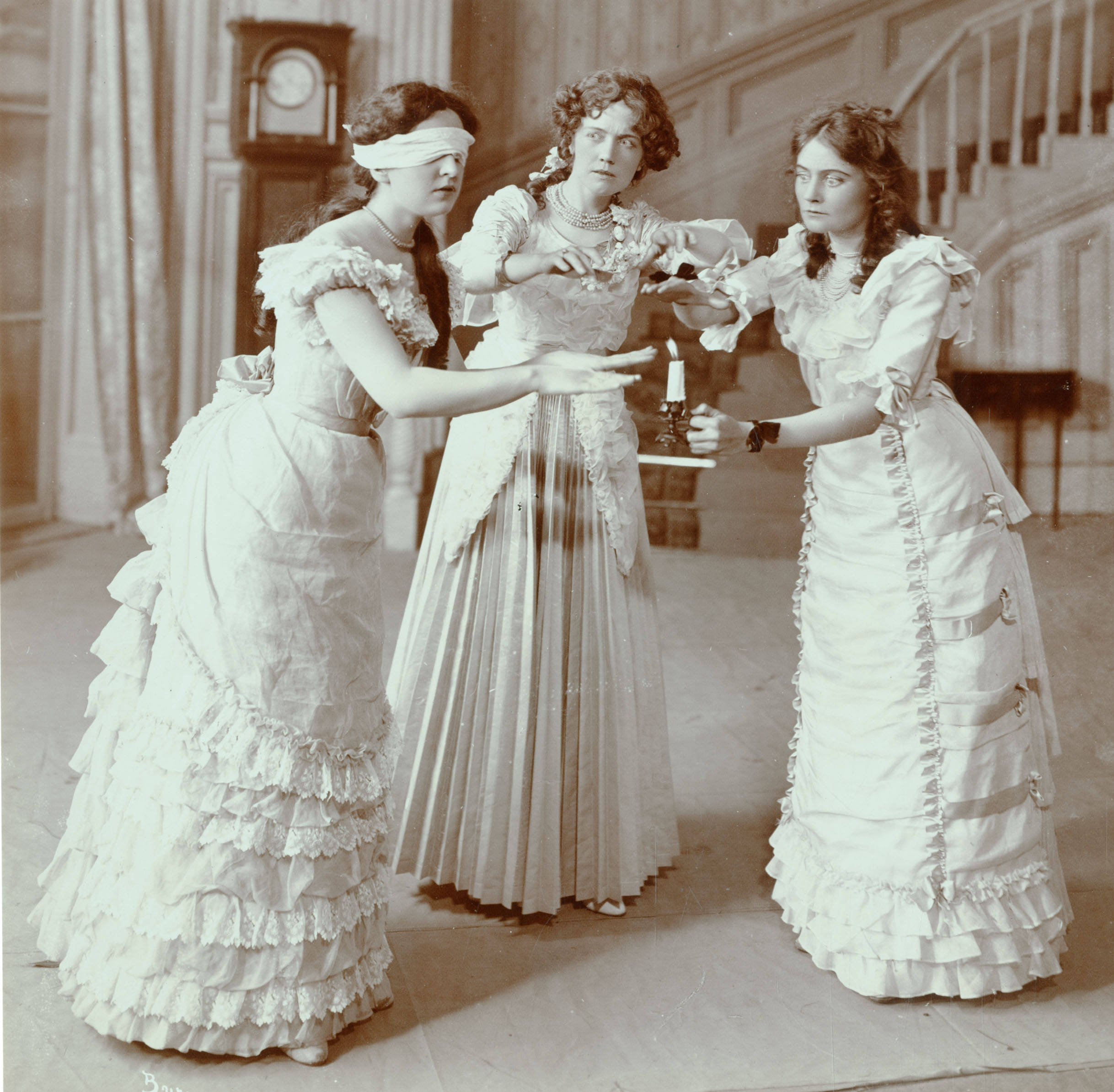
Producción de 1906 de "Under Southern Skies"

Una versión cinematográfica, dirigida por Lucius Henderson y protagonizada por Mary Fuller, fue producida y estrenada por la Universal Film Manufacturing Company en 1915.

### The Redemption of David Corson
La tercera obra teatral completa de Parker que llegó a Broadway fue The Redemption of David Corson, basada en una novela del mismo título de Charles Frederic Goss. Se estrenó el 8 de enero de 1906, pero tuvo una corta vida de solo 16 representaciones. En 1909, Parker se centró en el entorno de los pueblos de Nueva Inglaterra, los personajes yanquis y el dialecto rústico, cuando convirtió la novela Homespun: A Story of Some New England Folk en una obra de teatro. Utilizó la fórmula de sus melodramas teatrales: un conflicto entre un sinvergüenza rico y un joven pobre pero honesto. Una reseña de Homespun en The New York Times (14 de agosto de 1909) resume su estilo característico: "Es tan moral como un cuento de la escuela dominical y, al final, complace, si no sorprende, al lector con el cuadro de la virtud triunfante y el vicio en el polvo."

## Muerte
Charlotte Blair Parker murió el 5 de enero de 1937, en Great Neck, Nueva York.

## Cronología de producciones teatrales
| Producción                     | Género                               | Contribución de Lottie B. Parker                                | Datos de producciones                                                      |
| ------------------------------ | ------------------------------------ | --------------------------------------------------------------- | -------------------------------------------------------------------------- |
| Way Down East                  | Obra original de Broadway, melodrama | escrito por Parker, revisado por Joseph R. Grismer.             | 7 de febrero de - junio de 1898 (Manhattan Theatre, 152 actuaciones)       |
| Under Southern Skies           | Obra original de Broadway, melodrama | escrito por Parker, producido por William A. Brady.             | 12 de noviembre de 1901 - enero de 1902 (Theatre Republic, 71 actuaciones) |
| Lights of Home                 | Obra, Melodrama, Original, Broadway  | escrito por Parker.                                             | 2 de noviembre de 1903 - ? (Haverly's 14th Street Theatre)                 |
| Way Down East                  | Obra de Broadway, melodrama, revival | Written by Parker, revisado por Joseph R. Grismer               | 14 de diciembre de 1903 - ? (Academy of Music, 48 actuaciones)             |
| Way Down East                  | Broadway play, melodrama, revival    | escrito por Parker, revisado por Joseph R. Grismer.             | 21 de agosto - octubre de 1905 (Academy of Music, 64 actuaciones)          |
| The Redemption of David Corson | Broadway play, melodrama, adaptation | escrito por Parker, de la novela del Rev. Charles Frederic Goss | 8 de enero - 19, 1906 (Majestic Theatre, 16 actuaciones)                   |